# 维埃耶维涅 (上加龙省)
维埃耶维涅（法語：Vieillevigne，法語發音：[vjɛjviɲ]）是法国上加龙省的一个市镇，属于图卢兹区。

## 地理
维埃耶维涅（43°24'6"N, 1°39'20"E）面积3.14 平方千米，位于法国奧克西塔尼大區上加龙省，该省份为法国西南部内陆省份，西南端与西班牙接壤，自此顺时针与上比利牛斯省、热尔省、塔恩-加龙省、塔恩省、奥德省和阿列日省接壤。
与维埃耶维涅接壤的市镇（或旧市镇、城区）包括：圣罗姆、加尔杜什、孟德斯鸠洛拉盖。

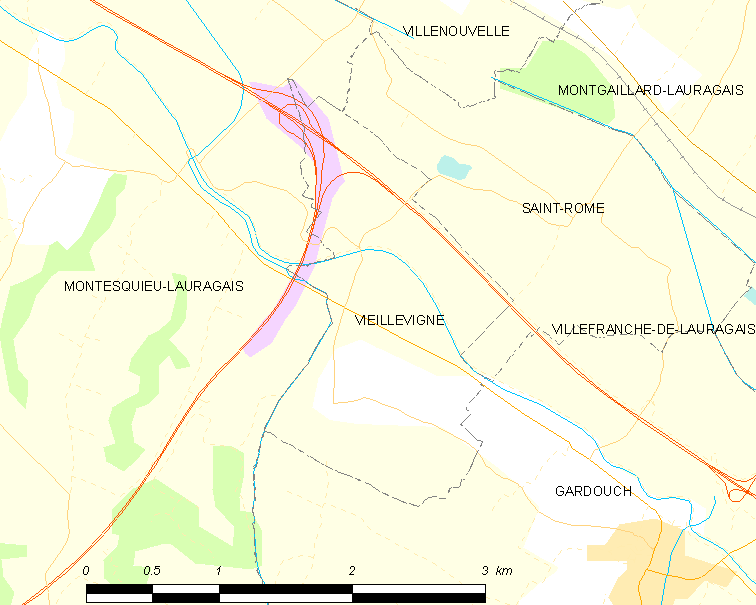
的OSM定位图

维埃耶维涅的时区为UTC+01:00、UTC+02:00（夏令时）。

## 行政
维埃耶维涅的邮政编码为31290，INSEE市镇编码为31576。

## 政治
维埃耶维涅所属的省级选区为勒韦勒县。

## 人口

1962-2008年间人口变化图示

维埃耶维涅于2022年1月1日时的人口数量为349人。